# Distretto di Yicheng (Zaozhuang)
Il distretto di Yicheng (峄城区S, Yìchéng QūP) è un distretto della Cina, situato nella provincia dello Shandong e amministrato dalla prefettura di Zaozhuang.